# Maradhoo-Feydhoo
Maradhoo-Feydhoo is een van de bewoonde eilanden van het Seenu-atol behorende tot de Maldiven.

## Demografie
Maradhoo-Feydhoo telt (stand september 2006) 718 vrouwen en 813 mannen.